# ويليام بي. غروفز
ويليام بي. غروفز هو صحفي وفلاح وسياسي أمريكي، ولد في 23 سبتمبر 1893، وتوفي في 30 يوليو 1963. نشط حزبياً في Wisconsin Progressive Party ‏. وقد انتخب عضو جمعية ولاية ويسكونسن ‏.